# بریک (ویرجینیای غربی)
بریک (به انگلیسی: Brake) یک منطقهٔ مسکونی در ایالات متحده آمریکا است که در شهرستان هاردی، ویرجینیای غربی واقع شده‌است.